# Миттєвості Нью-Йорка
«Миттєвості Нью-Йорка» (англ. New York Minute) — США молодіжна комедія 2004 року, знята режисером Денні Гордоном із сестрами Мері-Кейт і Ешлі Олсен у головних ролях.

### Сюжет
У фільмі описуються пригоди сімнадцятирічних сестер-близнючок Джейн і Роксани Раян, які з ними трапилися протягом одного дня в Нью-Йорку. Перфекціоністка Джейн, яка мріє про стипендію в Оксфордському університеті, готується виголосити важливу промову на конкурсі, тоді як бунтарка Роксі сподівається потрапити на зйомки відеокліпу андеграундної групи, щоб передати свій демозапис. Але плани дівчаток йдуть шкереберть через щоденник Джейн, з яким вона не розлучається ні на хвилину. Випадково вони виявляються замішаними в темну операцію на музичному ринку, їх переслідує шкільний поліціянт за прогули Роксі, наймані вбивці, політики, їх звинувачують у крадіжці собачки сенаторки. Дівчатам доводиться перенести безліч пригод: подорож по каналізації, похід у професійну перукарню, втечу з лімузина, таємне проникнення в готельний номер сенаторки, знахідка таємничого чипа… Також у цьому вирі подій їм вдається завести романтичні стосунки з чарівним сином сенатора і симпатичним посильним-велосипедистом.

### У ролях
| Актор           | Роль                       |
| --------------- | -------------------------- |
| Мері-Кейт Олсен | Роксі Раян                 |
| Ешлі Олсен      | Джейн Раян                 |
| Юджин Леві      | Ломакс                     |
| Енді Ріхтер     | Бенні Бенг                 |
| Джаред Падалекі | Трей Ліптон, син сенаторки |
| Райлі Сміт      | посильний                  |

| Фільми | Це незавершена стаття про американський фільм. Ви можете допомогти проєкту, виправивши або дописавши її. |